# Stephanophorus diadematus
La tangara diademada, cardenal azul (en Uruguay), frutero azul (en Argentina) o frutero imperial (en Paraguay)  (Stephanophorus diadematus), es una especie de ave paseriforme de la familia Thraupidae, la única perteneciente al  género Stephanophorus. Es nativa del oriente del Cono Sur de América del Sur.

## Distribución y hábitat
Se distribuye en el sureste y sur de Brasil (desde el sur de Espíritu Santo y este de Minas Gerais hasta Rio Grande do Sul), este de Paraguay, noreste y este de Argentina (al sur hasta el noreste de Buenos Aires) y Uruguay.
Esta ave es considerada localmente común en sus hábitats naturales: los bordes de selvas montanas de la Mata Atlántica, inclusive los bosques de Araucaria angustifolia, terrenos semiabiertos del espinal y pampeanos y jardines, por lo menos hasta los 2100 m de altitud. Se encuentra a altitudes mayores al norte de São Paulo.
El frutero azul fue declarado monumento natural provincial en Entre Ríos, Argentina, mediante la resolución n.º 0851 DGRN de 22 de junio de 2015.

## Descripción
Mide 19 cm de longitud y su peso es de 40 g aproximadamente. El pico negro es pequeño pero grueso. En su mayor parte es de color azul purpurado brillante, con la cara negra y una corona blanca nieve característica (la "diadema") con una pequeña cresta roja. Los inmaduros son más apagados y oscuros, sin la corona o muy reducida. Las alas son negruzcas con las barbas externas ribeteadas de azul. La cola es negruzca con ribetes azules. Las patas son grisáceas. IEl iris es pardo.

## Comportamiento
Forrajea en todas las alturas de los árboles, generalmente en lo abierto, sabe acompañar bandadas mixas, pero más regularmente anda solo, en pareja o en pequeños grupos.

### Alimentación
Su dieta consiste principalmente de frutas, y también semillas e insectos.

### Reproducción
La puesta ocurre en el mes de noviembre, construye un nido semiesférico de fibras vegetales, forrado internamente con hojas o raicullas, colocado en una rama entre dos a cinco metros del suelo. Pone cuatro huevos verdes pálidos o blanquecinos verdosos, con pintas, manchitas y rayitas, pardas oscuras y grises, más concentradas en el polo mayor; miden en promedio 24 x 17 mm.

### Vocalización
El canto es atractivo, una serie rica y sonora de frases silbadas, con un final arrastrado ascendente.

## Sistemática

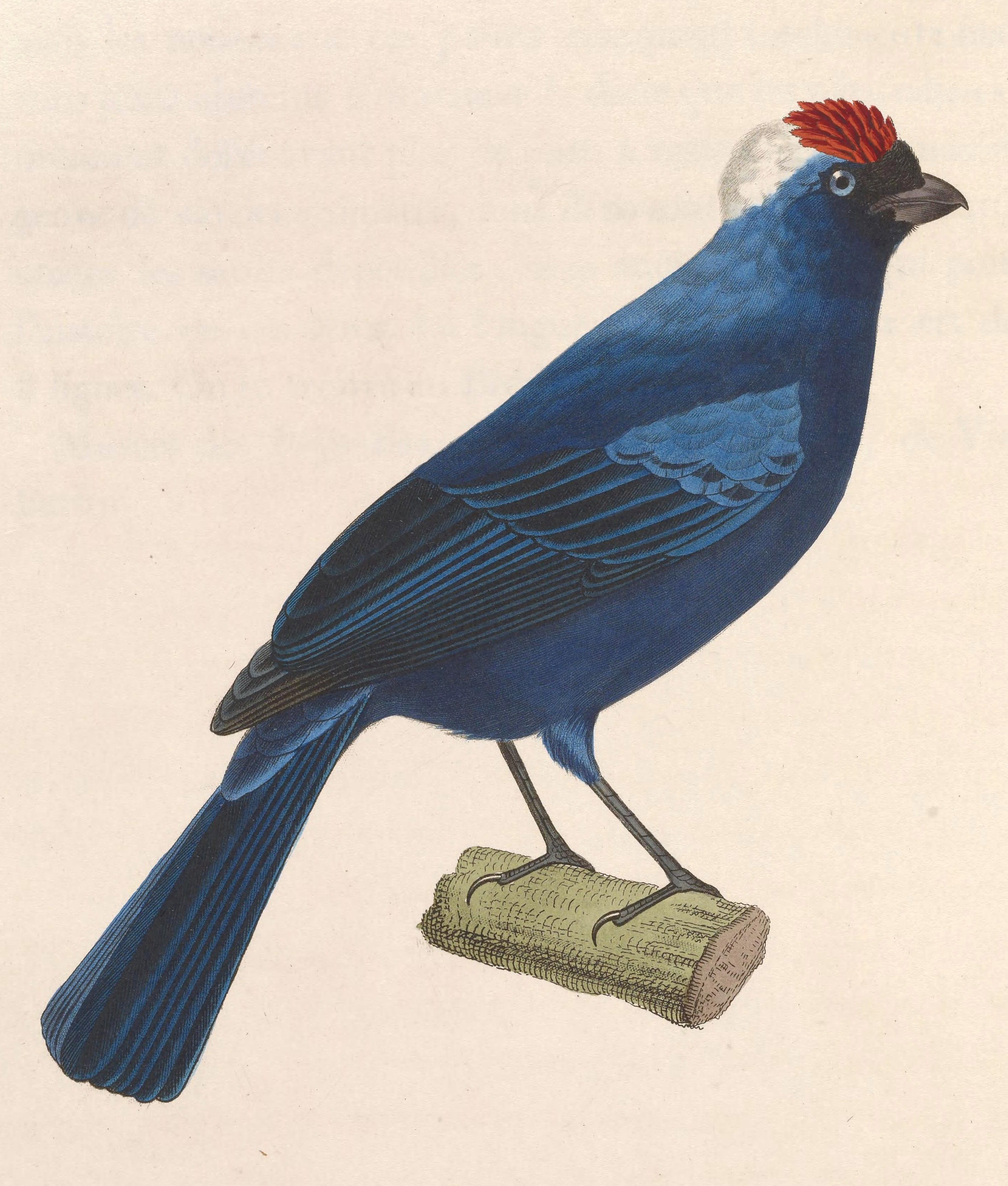
Tanagra diademata, ilustración de Huet le Jeune y Prêtre en Nouveau recueil de planches coloriées d'oiseaux, 1838.

### Descripción original
La especie S. diadematus fue descrita por primera vez por el naturalista neerlandés Coenraad Jacob Temminck en 1823 bajo el nombre científico Tanagra diademata; su localidad tipo es: «Curitiba, Paraná, Brasil».
El género Stephanoporus fue propuesto por el ornitólogo británico Hugh Edwin Strickland en 1841.

### Etimología
El nombre genérico masculino «Stephanoporus» se compone de las palabras griegas «stephanē»: diadema, y «phorus»: que lleva, que carga; y el nombre de la especie «diadematus» del latín que significa   «diademado, con diadema».

### Taxonomía
Los amplios estudios filogenéticos de Burns et al. (2014) demuestran que la presente especie está hermanada al par formado por Cissopis y Schistochlamys, y este clado es pariente próximo de Paroaria, en una subfamilia Thraupinae. Es monotípica.